# Glen Ridge (Florida)
Glen Ridge és una població dels Estats Units a l'estat de Florida. Segons el cens del 2000 tenia 276 habitants.

## Demografia
Segons el cens del 2000, Glen Ridge tenia 276 habitants, 96 habitatges, i 67 famílies. La densitat de població era de 463,3 habitants/km².
Dels 96 habitatges en un 36,5% hi vivien nens de menys de 18 anys, en un 50% hi vivien parelles casades, en un 10,4% dones solteres, i en un 29,2% no eren unitats familiars. En el 18,8% dels habitatges hi vivien persones soles el 8,3% de les quals corresponia a persones de 65 anys o més que vivien soles. El nombre mitjà de persones vivint en cada habitatge era de 2,88 i el nombre mitjà de persones que vivien en cada família era de 3,35.
Per edats la població es repartia de la següent manera: un 30,1% tenia menys de 18 anys, un 5,1% entre 18 i 24, un 29,3% entre 25 i 44, un 21,7% de 45 a 60 i un 13,8% 65 anys o més.
L'edat mediana era de 36 anys. Per cada 100 dones de 18 o més anys hi havia 85,6 homes.
La renda mediana per habitatge era de 39.500 $ i la renda mediana per família de 51.563 $. Els homes tenien una renda mediana de 24.643 $ mentre que les dones 29.583 $. La renda per capita de la població era de 21.871 $. Entorn del 3,1% de les famílies i el 4,8% de la població estaven per davall del llindar de pobresa.

## Poblacions més properes
El següent diagrama mostra les poblacions més properes.